# Bambusa bicicatricata
Bambusa bicicatricata är en gräsart som först beskrevs av Wan Tao Lin, och fick sitt nu gällande namn av Liang Chi Chia och Hok Lam Fung. Bambusa bicicatricata ingår i släktet Bambusa och familjen gräs.
Artens utbredningsområde är Hainan (Kina). Inga underarter finns listade i Catalogue of Life.